# Jacob Holmblad
 Denne artikel er om den Jacob Holmblad som levede 1839-1904. Ikke at forveksle med hans tipoldefar (1736-1806) og farfar (1791-1837) som også hed Jacob Holmblad.
Jacob Arnold Christian Holmblad (født 13. juli 1839 i København, død 8. december 1904 sammesteds) var en dansk grosserer og fabrikant.
Jacob Holmblad var søn af L.P. Holmblad (Lauritz Peter Holmblad) og Aurora Rosalie Therese Lindenberg. Han mor døde kun en måned efter Jacob Holmblad var født. Han blev student i 1863 og tog eksamen i kemi og fysik ved Polyteknisk Læreanstalt i 1867. Han løste borgerskab som grosserer i København (det vil sige, at han fik lov til at arbejde som grosserer) i 1873. Jacob Holmblad blev medejer af farens firma L.P. Holmblad i 1873 og overtog helt firmaet i 1890.
Jacob Holmblad er blandt de portrætterede på P.S. Krøyers gruppeportræt Fra Københavns Børs fra 1895.

## Bestyrelsesposter
Holmblad var kasserer i Komiteen for Danmarks Deltagelse i Verdensudstillingen i Wien i 1873 og formand for Komiteen for Danmarks Deltagelse i Verdensudstillingen i Philadelphia i 1876. Han var kasserer i den danske komite for den hygienske kongres i Bruxelles i 1876.
Han blev medlem af bestyrelsen for De danske Spritfabrikker i 1881 og var også bestyrelsesmedlem i Industriforeningen, Det Forenede Dampskibs-Selskab, Em. Z. Svitzers Bjergnigsentreprise, De danske Sukkerfabrikker, Nye danske Brandforsikringsselskab og Københavns Byggeselskab og medlem af Nationalbankens repræsentantskab.

## Familie
Jacob Holmblad blev gift 18. maj 1867 med Harriet Arabella Wilhelmine Theodora Brücker (1847-1923) som var datter af borgmester og byfoged i Nakskov Christian Daniel Gotlieb Brücker og Emilie Catharina Georgine Brücker. De fik tre børn: Therese Fernanda Holmblad (1868-1923) som blev gift med oberst Axel Kauffmann, Lauritz Peter Holmblad (1871-1937 som var gift med først komtesse Thyra Emily Olga Alice Molkte og senere med Kirsten Rottbøll Ulrich, og Andreas Christian Holmblad (1874-1907) som var gift med Karen Margrethe Fabricius (datter af Jakob Fabricius).
Sønnen Andreas Christian Holmblad overtog familiefirmaet L.P. Holmblad efter Jacob Holmblads død i 1904.

## Ordener
Jacob Holmblad var ridder af Dannebrog, Dannebrogsmand og officer af den østrigske Franz Josph Orden (en).